# Jenoptik Robot

Ein älteres Logo

Die Jenoptik Robot GmbH (Eigenschreibweise JENOPTIK Robot GmbH) ist der wichtigste Hersteller von Anlagen zur Verkehrsüberwachung in Deutschland. Das Unternehmen ist in Monheim am Rhein ansässig und Teil der Jenoptik-Gruppe, Unternehmensbereich Verkehrssicherheit.

## Tätigkeit des Unternehmens

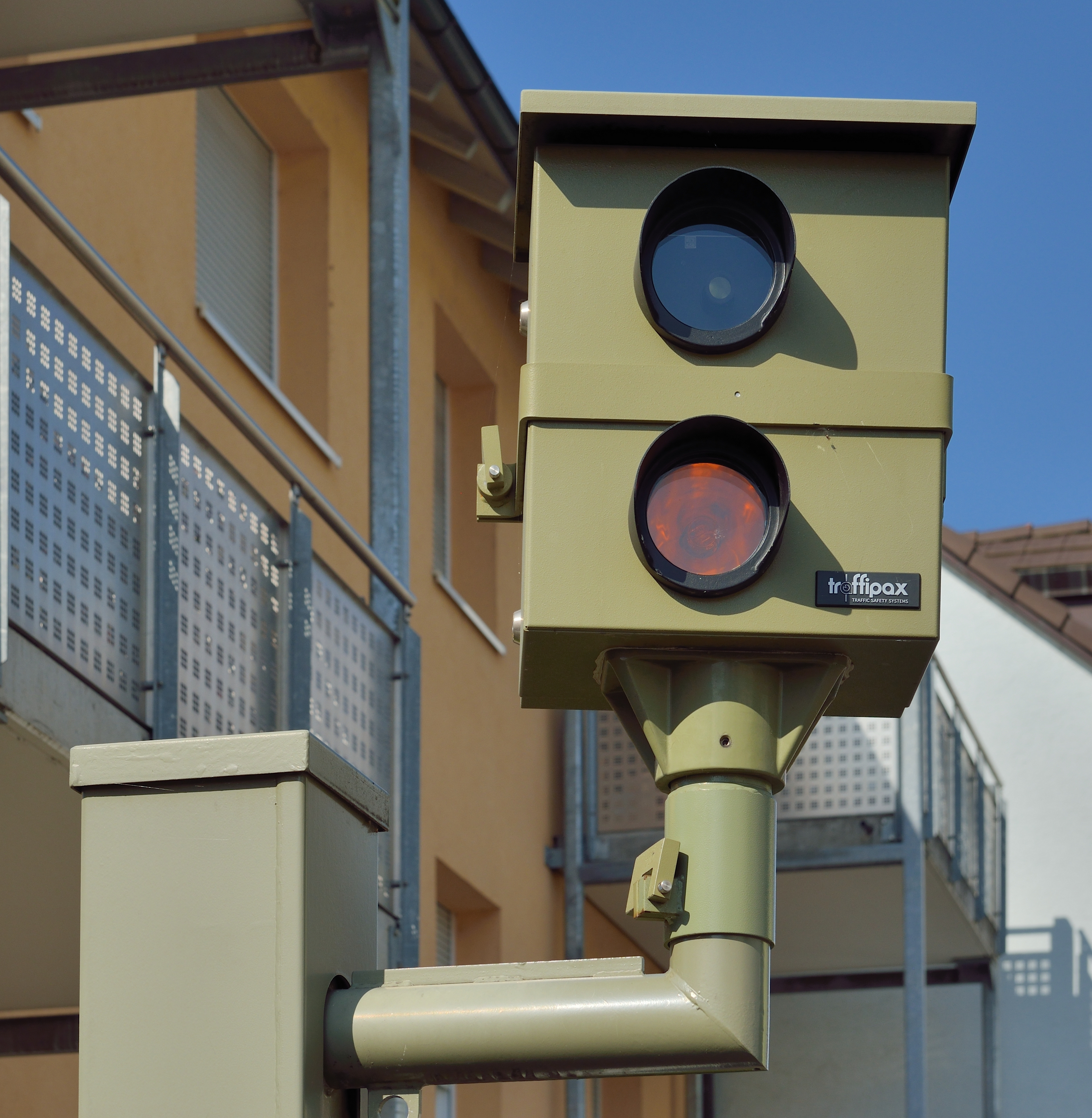
TraffiPax

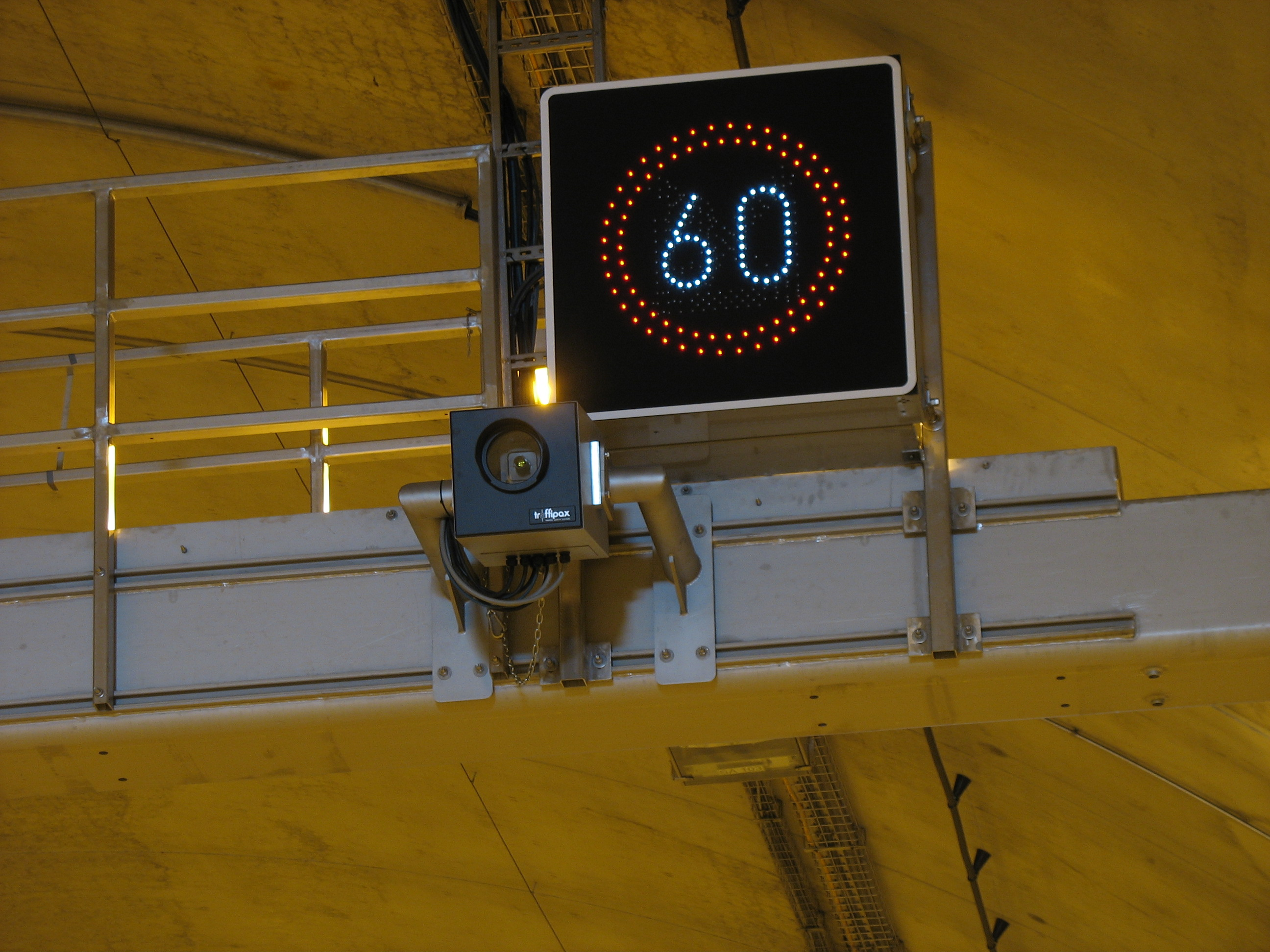
TraffiStar S330 in einem Tunnel

Die Jenoptik Robot GmbH stellt Anlagen zur Rotlicht-, Geschwindigkeits- und Mautüberwachung („Blitzer“) her. Im Bereich der Dienstleistungen deckt die Jenoptik-Sparte die gesamte begleitende Prozesskette ab – von der Systementwicklung, dem Aufbau und der Installation der Überwachungsinfrastruktur über die Aufnahme der Verstoßbilder, deren automatische Weiterverarbeitung bis zum Versand der Bußgeldbescheide und deren Einzug als Betreiber der Anlagen. Seit 1999 ist die Jenoptik Robot GmbH (vormals ROBOT Visual Systems GmbH) eine 100-prozentige Tochter der Jenoptik AG.

## Geschichte

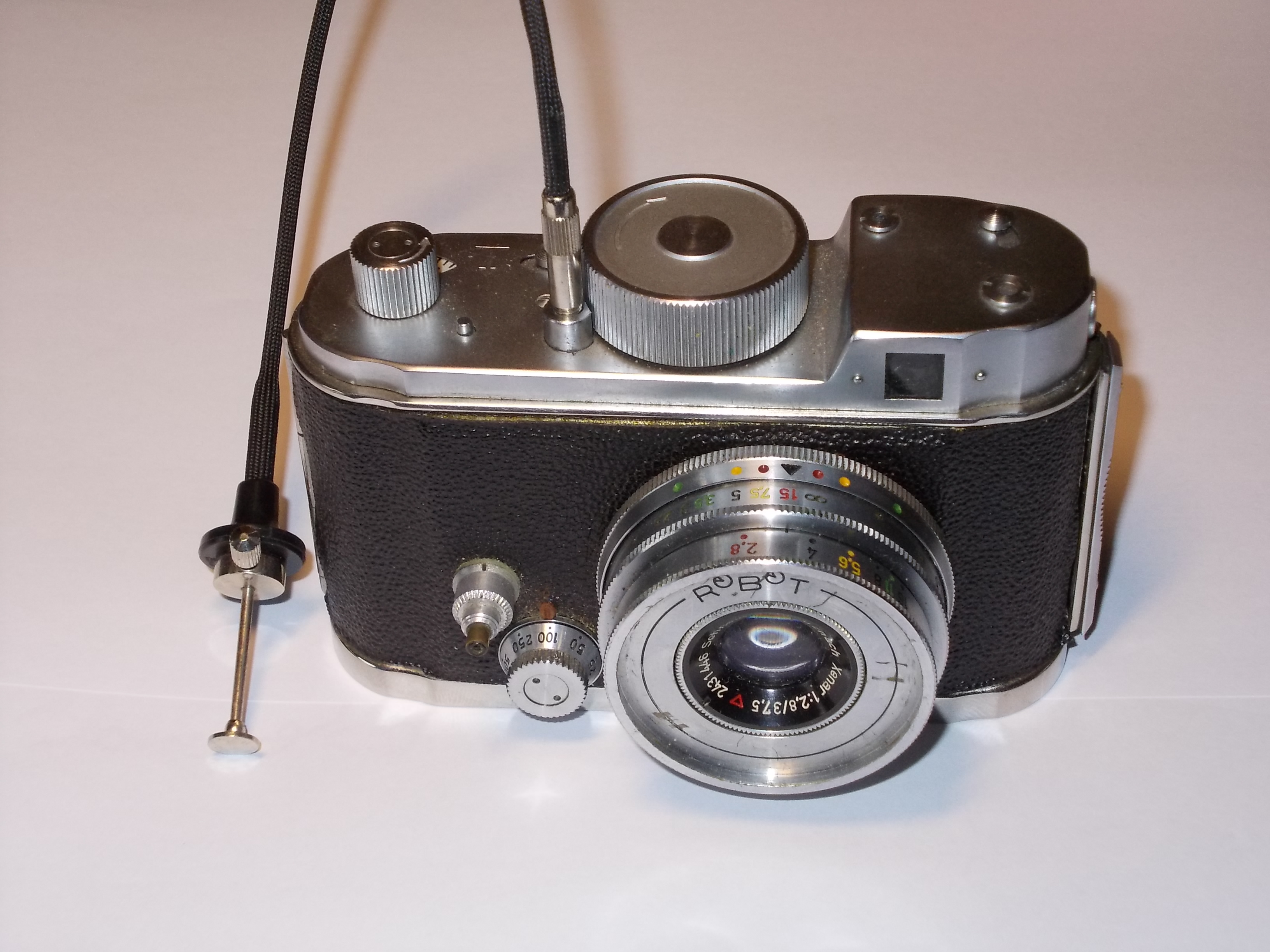
Robot-Kleinbildkamera mit Federwerkmotor mit Xenar 1:2,8/37,5 mm

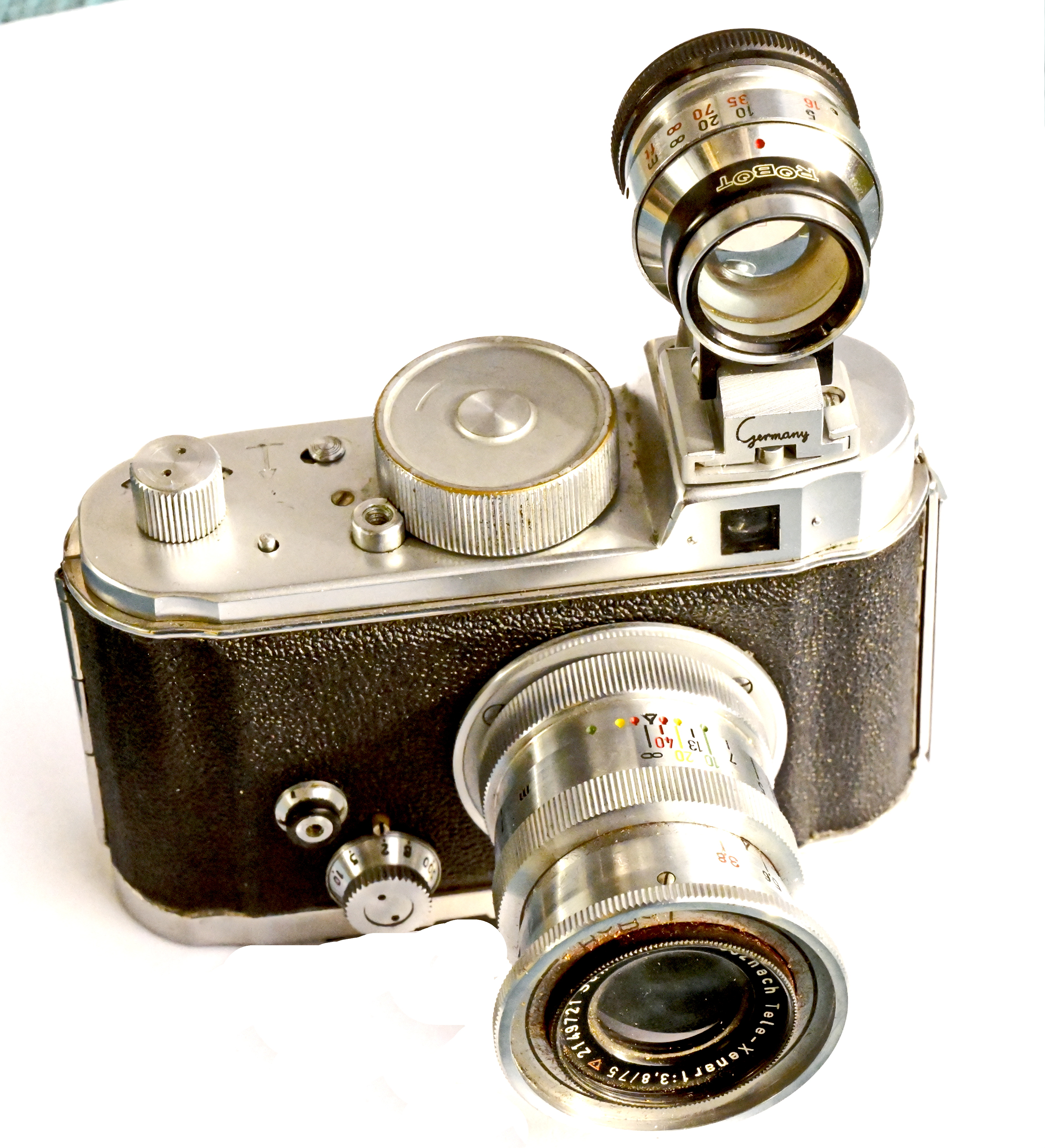
Robot-Kleinbildkamera mit Tele-Xenar 1:3,8/75 mm

Das Unternehmen wurde in den 1930er-Jahren von Hans Heinrich Berning als Otto Berning & Co. gegründet und stellte Kleinbildkameras, die sogenannten Robot-Kameras, her.
Heinz Kilfitt (* 1898 in Höntrop), Sohn eines Uhrmachers, war 1925 im Berliner Optischen Institut Rudolf Neumann angestellt, avancierte zum Leiter der Fotoabteilung und hatte die Idee zu einer Kleinbildkamera für Serienbildaufnahmen mit Uhrwerksantrieb. Nach 5 Jahren Entwicklungsarbeit stellte er 1931 den Prototyp, basierend auf dem Aufnahmeformat 24 × 24 mm, mit Federwerkmotor für Filmtransport und Auslöser fertig. 1932 erhielt er ein Patent auf die gesamte Kamerakonstruktion. Es konnten 3 bis 4 Aufnahmen pro Sekunde gemacht werden und bis zu 54 Aufnahmen auf dem standardmäßig 170 cm langen Kleinbildfilm (für 36 Aufnahmen 24 × 36 mm). Eine eigene Tageslichtpatrone erlaubte das Entnehmen von teilbelichtetem Film. Die Idee zum Federwerkmotor stammte (auch) von Hans Heinrich Berning (HHB) (* etwa Anfang 1909, Mittlere Reife 20. August 1924, nachfolgend Betriebspraktika). Dessen Vater Otto Berning, Fabrikant im Bereich Bekleidung, schätzte die Geschäftschance der Kamera positiv ein. Unter 40%iger Beteiligung von Kilfitt und mit HHB als jungem Geschäftsführer entstand die Firma Otto Berning & Co in Schwelm. 
Mit Startkapital von Vater Otto Berning und der Hilfe seines Onkels Hermann Berning, Inhaber der Firma GEOS in Mettmann, richtete HHB mit Kilfitt und dem Mechaniker Franz Hörth ein Konstruktionsbüro in Düsseldorf in der Scheibengasse ein. Hier wurde der Robot I vom Prototyp zur Serienreife entwickelt. Als Co-Entwickler und Zulieferer wesentlicher Teile wurden gewonnen:
- Bei WMF in Geislingen an der Steige wurden nichtrostende V2A-Stähle entwickelt, mit denen sich das Gehäuse tiefziehen und polieren ließ.
- Der Uhrwerkhersteller Baeuerle & Söhne in St. Georgen im Schwarzwald produzierte das Federwerk.
- Alfred Gauthier GmbH in Calmbach/Enz, Württemberg lieferte den Scheiben-Rotationsverschluß.

Februar 1934 wurde der Robot I – abgeleitet vom Wort Roboter – auf der Leipziger Messe dem Publikum vorgestellt. Robot II erschien 1938 und erweckte großes Interesse bei den Nationalsozialisten und Militärs. Kilfitt gab danach seine Firmenanteile und Patentrechte ab, zugleich wurde die Firma in RoBoT Berning & Co, KG umbenannt.
Kilfitt investierte um 1940 in die Fa. NEDO-Optik, München und stellte – später in Vaduz – ("Kilit"-)Objektive und Zubehör für Kameras her. Die Produktion aller mechanischen Kameras, also auch der Robot, jedoch ausgenommen Recorder wurde mit Ende 2001 eingestellt.
Später spezialisierte sich das Unternehmen immer stärker auf technisch-wissenschaftliche Fotografie, insbesondere auf Überwachungssysteme. Nachdem in den 1950er-Jahren erste Kameras in Fahrzeuge der deutschen Polizei eingebaut wurden, kamen später Überwachungsanlagen für Banken und in den 1970er-Jahren die ersten Verkehrsüberwachungssysteme hinzu. Das Unternehmen gehörte damals noch zur Robert Bosch GmbH. Seit 1999 ist das Unternehmen eine hundertprozentige Tochter der Jenoptik AG. Am 1. Februar 2010 firmierte die ehemalige Robot Visual Systems GmbH zu Jenoptik Robot GmbH um. Mit der Umfirmierung änderten sich das Logo, die Firma und die Firmenfarben (von rot-grau zu blau-weiß).

## Technisches Konzept der ehemaligen Kameras
Die Robot-Kamera verwendet einen Rotationsverschluss. Er wirkt als Hinterlinsenverschluss und erlaubt die Verwendung von elektronischen Blitzgeräten bei allen Verschlusszeiten. Der Verschluss muss nicht wie ein Schlitzverschluss oder ein Zentralverschluss gespannt werden, sondern ist sofort wieder aufnahmebereit. In Kombination mit einem eingebauten Federwerkmotor oder einem angebauten oder eingebauten Elektromotor können mit Robot-Kameras Serienaufnahmen angefertigt werden. Robot-Kameras ähneln damit eher Filmkameras als Fotoapparaten. Nachteilig ist bei der Bauart des Rotationsverschlusses in der Robot-Kamera, dass nur Weitwinkel-Objektive mit relativ großer Schnittweite eingesetzt werden können, wie bei Spiegelreflexkameras, und lange Brennweiten zu Vignettierung neigen, wenn nicht die Austrittspupille des Objektivs konstruktiv in die Nähe des Verschlusses gelegt wird. Auch sehr lichtstarke Objektive können nicht verwendet werden.